# 高城胤吉
高城 胤吉（たかぎ たねよし、文明16年（1484年）または文亀元年（1501年）？ - 永禄8年3月12日（1565年4月22日））は、戦国時代の武将。千葉氏の家臣。下総国小金城（現在の千葉県松戸市）主。父は高城胤忠とされる。妻は千葉勝胤の娘（月菴桂林尼）。子は高城胤辰。

## 経歴
出自については諸説あるが一般的には千葉氏の家老・原氏の分家で同氏の重臣とされる。25歳の時、小金に根木内城を築いたという。
永正14年（1517年）、原氏が足利義明に敗れて小弓城を失うと、胤吉は原氏の勢力下にあった小金栗ケ沢城に移って原胤清を迎え入れた。当初は原氏の代官的な地位にあったと推定されるが、後に小金を自分の本拠として大谷口城（小金城）を築城したとされる。その後は千葉昌胤の信任を受けてその妹を正室に迎え、千葉宗家や北条氏との関係を強めて義明や里見氏と対抗、2度の国府台合戦ではいずれも北条方について勝利に貢献する。
その結果、葛飾郡東部一帯を支配下に置き、天文17年（1548年）に中山法華経寺に対しても「守護不入」の証文を発給するなど地元領主としての基盤を固めた。高城氏歴代当主の胤辰・胤則の印が「胤吉」の名義が入った黒印であり､改刻してもなお家印として使用した事からも、胤吉が高城氏発展の基礎を築いたという事実が裏付けられる。その一方で北条氏との両属的な関係が生じ、北条氏康からは相模国小園（現在の神奈川県厚木市）に所領を与えられ、また江戸城城代遠山綱景を通じて命令が出されるなど、北条氏の影響力が強まっていき、永禄2年（1559年）に成立した『小田原衆所領役帳』には高城氏は「他国衆」に組み入れられている。また、永禄3年（1560年）からの長尾景虎（上杉謙信）の関東出兵の際に一時景虎に降伏し、翌永禄4年（1561年）に長尾氏（後の上杉氏）が作成した「関東幕注文」（『上杉家文書』）には、下総国の国衆として唯一「高城下野守 井けたニ九よう」と記されている。しかし景虎が越後国に帰国すると、再び北条氏に属している。
永禄8年（1565年）に没し、広徳寺に葬られた。法号は伝昭玄心。子供には高城氏を継いだ高城胤辰や増上寺17世である照誉了学らがいる。